# 塔爾維納山

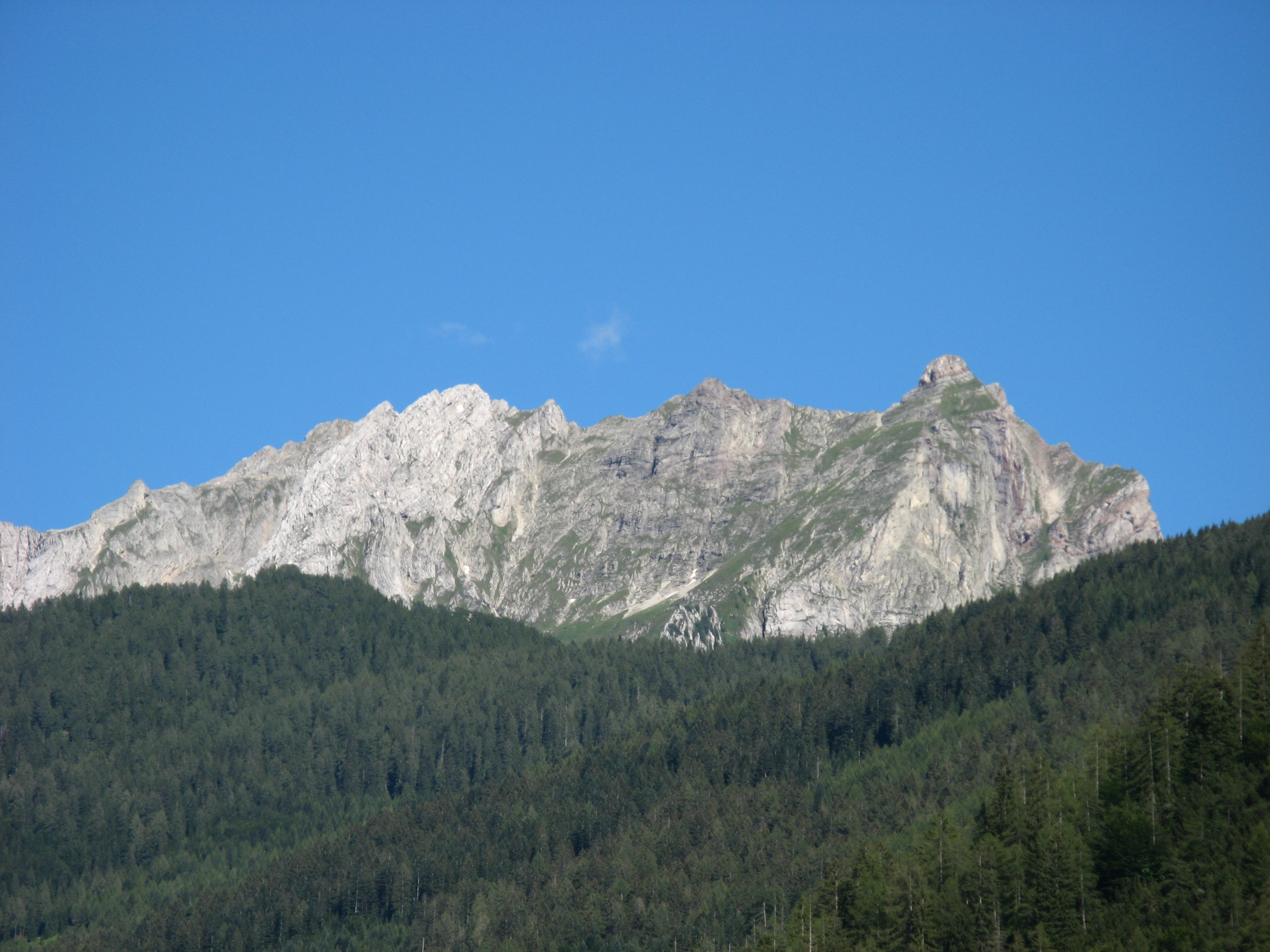

46°15′57″N 12°09′21″E / 46.26583°N 12.15583°E
塔爾維納山（義大利語：Monte Talvena），是意大利的山峰，位於該國東北部，由威尼托大區負責管轄，屬於多洛米蒂山的一部分，海拔高度2,542米，人類在十九世紀首次登頂。